# Alexander Kazakis
Alexander Kazakis (griechisch Αλέξανδρος Καζάκης Alexandros Kazakis, * 16. Juli 1991) ist ein griechischer Poolbillardspieler.

## Karriere
Bei den Junioren-Europameisterschaften 2008 und 2009 gewann Kazakis die Bronzemedaille im 9-Ball. Im März 2010 gewann er seine erste Medaille bei der Europameisterschaft der Herren, als er beim 9-Ball-Wettbewerb erst im Halbfinale mit 6:9 gegen den späteren Europameister Ralf Souquet ausschied. Bei der 9-Ball-Weltmeisterschaft 2010 schied er sieglos in der Vorrunde aus.
Auf der Euro-Tour erreichte er bei den Italy Open 2011 erstmals das Viertelfinale, verlor dieses jedoch gegen den späteren Turniersieger Ralf Souquet mit 4:9. 2012 schaffte er es bei den North Cyprus Open und bei den European Open ins Achtelfinale.
Im Mai 2013 gewann er bei den Austria Open die Silbermedaille, nachdem er im Finale gegen den Niederländer Niels Feijen mit 4:9 verloren hatte. Im September 2013 erreichte er bei der 9-Ball-Weltmeisterschaft erstmals die Runde der letzten 64, in der er gegen Jalal Yousef ausschied. Ein Jahr später schied er erneut in der Runde der letzten 64 aus.
Im Oktober 2014 gewann er seine zweite Euro-Tour-Medaille; bei den Dutch Open erreichte er das Halbfinale und unterlag dort Mark Gray, dem späteren Sieger des Turniers. Wenige Wochen später gelang ihm bei den US Open mit dem 17. Platz sein bislang bestes Ergebnis.
Im Februar 2015 schaffte er es bei seiner ersten Teilnahme an der 10-Ball-WM in die Runde der letzten 64, in der er gegen den späteren Weltmeister Ko Pin-yi verlor. Im April 2015 wurde Kazakis durch einen 8:5-Sieg im Finale gegen den Spanier Francisco Díaz-Pizarro Europameister im 10-Ball. Es war der erste EM-Titel im Poolbillard für einen griechischen Spieler. Bei der 9-Ball-WM 2015 erreichte er nach Siegen gegen die früheren Weltmeister Niels Feijen und Chao Fong-Pang das Achtelfinale, in dem er Aloysius Yapp nur knapp mit 10:11 unterlag. Im November 2015 gelang ihm der Einzug ins Finale der Treviso Open, das er mit 3:9 gegen Mark Gray verlor.
2016 nahm Kazakis nicht an der Europameisterschaft teil und konnte daher seinen EM-Titel im 10-Ball nicht verteidigen. Bei der 9-Ball-Weltmeisterschaft 2016 erreichte er das Viertelfinale und schied dort mit 9:11 gegen Shane van Boening aus. Bei den China Open 2016 und bei den erstmals ausgetragenen Kuwait Open erreichte er die Runde der letzten 32. Im November 2016 gewann er durch einen 9:6-Finalsieg gegen Thorsten Hohmann den Kremlin Cup.

### Mannschaftskarriere
Kazakis bildete bislang dreimal gemeinsam mit Nikos Ekonomopoulos das griechische Team beim World Cup of Pool. Dabei erreichten sie 2013 und 2014 das Achtelfinale. 2014 unterlagen sie dort den späteren Turniersiegern Darren Appleton und Karl Boyes aus England mit 1:7. 2015 schieden sie in der ersten Runde gegen die Singapurer Aloysius Yapp und Chan Keng Kwang aus.
Mit der griechischen Nationalmannschaft erreichte Kazakis 2010 das Halbfinale der Team-Weltmeisterschaft.

## Erfolge
| 10-Ball-Europameister: | 2015 |
| Kremlin Cup:           | 2016 |
| World Pool Masters     | 2021 |